# Korndörfer自耦变压器起动器

带电机 (M)、自耦变压器 (AT) 和三个开关（1、2、3）的 Korndorfer 启动器

在电气工程中，Korndörfer 启动器是一种用于感应电动机降压软启动的技术。希尔顿雷蒙德培根更新并改进了这种电机启动的方法。

## 操作方式
Korndörfer 系统可以手动操作。但较新的设备是全自动的，也可能还包含其他配件：三相开关、过载保险丝、分接头连接电缆、时间继电器、紧急启动和停止按钮等。  

##### 启动 - 第 1 步
启动马达。首先关闭开关 1 和 2。这將为电机提供来自自耦变压器的较低电压。较低的电压限制了最初静止的电机的输入电流，该电机会加速。电机的扭矩也会降低。

##### 启动 - 第 2 步
电机加速，直到负载扭矩与电机扭矩相符。当这种情况发生时，开关 2 断开。电机在短时间内以更低的电源电压工作，因为这种配置中的自耦变压器线圈用作电感器。然而，这个时间很短。因为开关 3 被打开，这导致电机以全工作电压运行。电机继续加速到其全额定速度，在该速度下电机“软启动”结束，电机可以满载运行。

##### 满载
启动完成后，无需向自耦变压器供电。因此，它通过断开开关 1 断开，而电机则通过开关 3 直接从三相网络供电。

##### 关闭
要关闭发动机，只需断开开关 3，这会切断电源电压，发动机会在没有启动器的情况下停止。

## 优点
Korndörfer 启动器显着降低了湧浪电流。它可以用在无法通过直接连接到电网启动或不能使用星三角启动（例如在负载下）的中型和大型电机（功率从几十千瓦起）。
与使用常规自耦变压器启动相比，该电路具有优势，常规自耦变压器需要在启动过程中的某个时刻完全断开，从而引发高压脉冲，这会损坏定子的电气绝缘。
最有效的启动是通过将自耦变压器设置为额定电压的 65-80% 左右获得  

## 弊病
电路比较复杂，自耦变压器价格昂贵。由于整个设备的外部尺寸，可能无法将其安装在狭窄的空间内。

## 历史
降压自耦变压器启动器或 Korndörfer 启动器 于 1908 年由柏林的 Max Korndörfer 发明。他于 1908 年 5 月向美国专利局提交了申请，并于 1914 年 5 月获得了专利 US 1,096,922。之后，Max Korndörfer 将他的专利转让给了通用电气公司。
感应电机在加速到全额定速度期间会消耗非常高的启动电流，通常是满负载电流的 6 到 10 倍。当电网容量不足或驱动负载无法承受高启动扭矩时，需要减小启动电流。减少启动电流的一种基本方法是使用降压自耦变压器，其抽头分别为所施加线电压的 50%、65% 和 80%；一旦电机启动，自耦变压器就会脱离电路。感应电机在加速到全额定速度期间消耗非常高的启动电流，通常是全负载电流的 6 到 10 倍。在电网容量不足或驱动负载不能承受高启动转矩的情况下，需要降低启动电流。
Korndörfer 专利 1,096,922的说明
Max Korndörfer 声称有四种使用自耦变压器进行降压电机启动的方法。
其中三种方法未被业界使用，而第四种启动方法已经使用了一百多年。第四种方法是星形开关闭合，随着电机加速，从自耦变压器上的降低电压抽头切换到直接在线 （页面存档备份，存于）。
开始顺序：
- 星形开关闭合
- 启动开关闭合以给自耦变压器通电。
- 电机连接到自耦变压器上选定的减压抽头，并开始转动和加速
- 预定时间后，星形开关将打开
- 一毫秒延迟后，运行开关将关闭，将全线电压连接到电机
- 然后启动开关将打开，电机将处于运行速度

自 1920 年以来，自耦变压器起动器一直是减少感应电动机起动电流涌入的最流行的装置；它以最小的线电流提供最大的启动转矩。
表 1 - 使用 3 个降低电压抽头的启动扭矩/电流
| 电压   | 50%龙头 | 65%龙头 | 80%龙头 |
| 扭矩   | 25%     | 42%     | 64%     |
| 当前的 | 50%     | 65%     | 80%     |

制造商提供两种配置的降压自耦变压器，2 线圈结构或 3 线圈结构，图 2 和图 3。
根据美国电气制造商协会的建议，每个设备的电压抽头降低了 50%、65% 和 80%。
如图 2 和图 3 所示，单个线圈组件的 0 至 50% 绕组部分埋在单个热质量中的 50% 至 100% 绕组下方。
根据国家电气制造商协会的建议，每台设备的电压抽头分别降低了 50%、65% 和 80%。 相线圈采用传统方式缠绕在单个线圈组件中，其中 0 至 50% 的绕组部分埋在单个热质量中 50% 至 100% 的绕组下方，如图 2 和图 3 所示 。

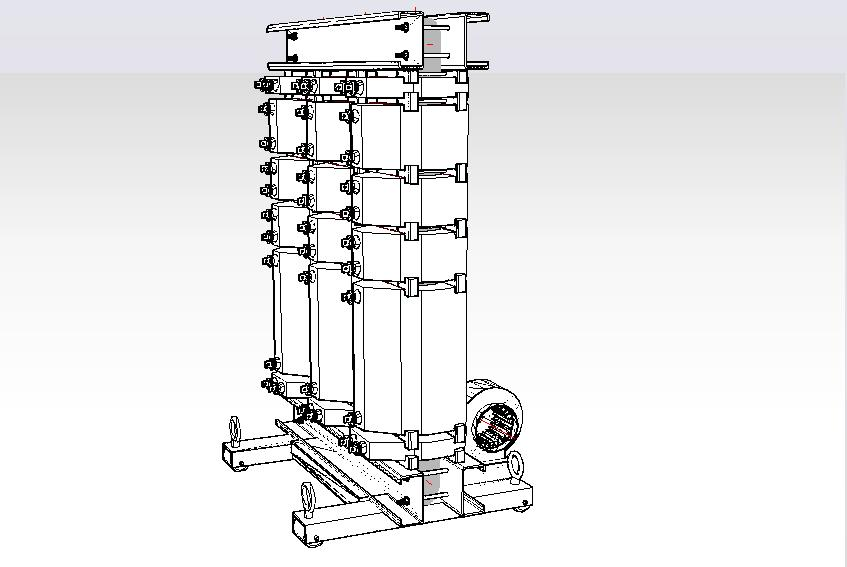
图 4 线圈组件

图 4 显示了改进的 1000 kW 11,000 伏电机启动器自耦变压器
- 轴流散热风扇，
- 浇注树脂封装线圈，
- 多个绕组提供作为中央开关设备的连接方式，
- 9 个启动电压分接头连接允许围绕 NEMA 推荐分接头的 ± 5% 的启动扭矩变化（50%、65% 和 80%）。这允许电机启动扭矩的选择与驱动负载要求紧密匹配。选择是通过绕组部分之间的连接环节。

表 2 - 九个降低电压连接的启动扭矩/电流
| 电压   | 45% | 50% | 55% | 60% | 65% | 70% | 75% | 80% | 85% |
| 扭矩   | 20% | 25% | 30% | 36% | 42% | 49% | 56% | 64% | 72% |
| 当前的 | 45% | 50% | 55% | 60% | 65% | 70% | 75% | 80% | 85% |

通过将绕组与第二启动级的绕组物理分离至全线电压，第一启动级的热耗散被最大化。

## 用途和样式
与固态变频驱动器相比，自耦变压器电机启动装置相对简单。由于它不包含任何电力电子器件，因此输出波形是正弦波，没有额外的谐波失真或开关波形。没有特殊的屏蔽或电缆长度限制。冷却要求与变压器或开关设备的冷却要求类似。降压启动器以最小的线路电流提供最大的扭矩。

## 中型电压启动器
多年来，低电压 600 V Korndörfer 电机启动器是一种久经考验的主力产品。然而，大型中/高压电机启动器报告了随机自耦变压器故障。
Dr. S.E.A. 的 IEEE 文章Emam & Pro.Dr.A.H.艾因夏姆斯大学工程咨询中心的 Amer 报告了为一家石油公司对 5,400 千瓦电机进行的一些调查，但没有明确的故障原因。
“开放式转换”控制方案将电机与电源断开，导致电机减速并与电源相位不同步，一旦重新连接，机械和电气瞬变可能会损坏电机或其传动系统。 
瞬态持续时间非常短，不到 5 微秒，发生在来自自耦变压器次级的电机电流被迫达到线电压时。这是一个非常快的事件，并且是破坏性电压瞬变的起源，这些瞬变已导致 1000 kW 以上的大型中高压启动器发生重大故障。

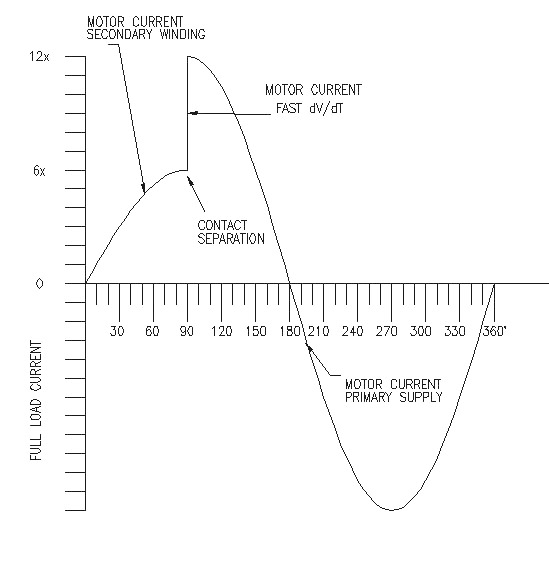
图 5

迈克尔法拉第 DCL，FRS，在 1831 年发表了一篇关于他发现电磁感应的论文，电磁感应是磁通量随时间的变化率随线圈在该线圈中感应出的电压，感应电压的幅值与速度成正比。与线圈的磁链。正常运行时，升压自耦变压器会在电源频率下产生磁链；在触点分离瞬间 dv/dt 非常快的情况下，感应到第一启动阶段的冗余绕组中的电压将非常大。

另一个瞬态问题是，对于单线圈结构和星形开关，自耦变压器在星形点开关触点分离时 <5 微秒期间充当升压变压器。将电机连接到 80% 的电压抽头时，瞬态会以 5:1 的比例升级。

低压 Korndörfer 自耦变压器电机启动器 <600 伏也受到类似电压瞬变的影响，具有快速上升的波前，但是由于较低的工作电压和使用的最先进的绝缘材料可能是延长其使用寿命的一个因素。
为了降低任何电压浪涌的风险，最好用自耦变压器替换 Korndörfer 电机启动器电路，该自耦变压器具有中央开关电路，可将第一级启动阶段的冗余绕组与过渡电路断开，从而防止任何升压变压器连接和电压升高。

Korndörfer 启动器中破坏性瞬变的根本原因是电机电流转换的随机切换。不受控制的转换时间允许峰值电机电流在波形的任何点进行切换。图 5 显示了 90 度时的转换。
一个 3 线圈自耦变压器需要一个 3 极开关来控制 3 相电压，图 9 的检查显示三个正弦波以 120 度的间隔位移。在循环中似乎没有真正的点可以在任何相等的低电机安培数下同时切换所有三相，而无需求助于复杂的交错切换方法
（左）图 9.-3 相功率正弦曲线（右）图 10. 3 线圈原理图

（左）图11。 2 线圈 2 相正弦曲线（右）图 12. 2 线圈原理图
2 线圈自耦变压器只有两个绕组，需要在转换时进行切换。图 11 显示了 2 线圈自耦变压器的电机电流曲线。线路 2 未切换。这种拓扑结构适用于受控切换。
对正弦曲线的检查表明，在 30 度和 210 度时，两个电机电流处于相同的值并且处于相同的相位象限。在 30 度时，自耦变压器提供的电机电流幅度仅为 90 度时出现的峰值电机电流的一半。（sine30° = 0.5）见图 8。
因此，中央开关防止任何升压自耦变压器连接和将开关瞬变控制为低于星形连接开关的值的可行方法。
受控中央切换的要点是：
- 中央开关在电机通电前闭合，
- 电机电流没有中断，只有电流转移，
- 中央开关的同步、受控打开。
- 通过电机电流波形的过零进行同步。

中央开关可以是机电开关或使用IGBT、EMT或其他类似固态器件的电子器件。
电子中央开关只需打开其电路，迫使电机电流以不间断、闭合的转换动作转移到 80% 的绕组中。它可以提供无摩擦、准确和即时的切换动作，这是操作 30 度转换点所必需的。
需要一种检测电流过零的方法来为受控切换提供定时测量。电流到电压互感器用于精确触发这种定时信号以控制开关打开。
必须仔细选择机电中央开关，因为它具有固有的打开和关闭操作时间。

## 由于减少电机电流浪涌的受控开关
通过在过渡到初级电抗器的第二启动阶段时进行切换，可以最小化来自降低电压阶段的电动机启动电流的变。在他的专利 Max Korndörfer 中，展示了一种外部电抗器线圈方法，“以便在转换为直接在线之前实现步骤之间的电压分级”